# Stade de la Mosson
O Stade de la Mosson é um estádio localizado na cidade de Montpellier, na região de Languedoc-Roussillon, na França. É a casa do time de futebol da Montpellier Hérault Sport Club.

## História
Construído nos primeiras anos da década de 1970, sofreu algumas reformas ao longo dos anos, sendo  mais notável para a Copa do Mundo de 1998, quando passou a ter 35.500 lugares, sediando seis partidas.
Também já sediou quatro amistosos da Seleção Francesa de Futebol (o último em 2005 contra a Costa do Marfim). Esse também é o jogo em que mais pessoas compareceram ao estádio: 31.457.
Em 2007, foi uma das sedes da Copa do Mundo de Rugby de 2007.